# Lindsaea cubensis
Lindsaea cubensis là một loài dương xỉ trong họ Lindsaeaceae. Loài này được Underw. & Maxon mô tả khoa học đầu tiên năm 1907.
Danh pháp khoa học của loài này chưa được làm sáng tỏ. 